# Игл (Мичиген)
Игл (енгл. Eagle) град је у америчкој савезној држави Мичиген.

## Демографија
По попису из 2010. године број становника је 123, што је 7 (-5,4%) становника мање него 2000. године.
| Група             | 2000.       | 2010.       |
| Белци             | 125 (96,2%) | 122 (99,2%) |
| Афроамериканци    | 0 (0,0%)    | 0 (0,0%)    |
| Азијати           | 0 (0,0%)    | 0 (0,0%)    |
| Хиспаноамериканци | 5 (3,8%)    | 1 (0,8%)    |
| Укупно            | 130         | 123         |